# リベレーター (3Dプリント銃)
リベレーター（英語: Liberator）は、2013年にアメリカの非営利団体、Defense Distributedにより製作された世界初の完全3Dプリンタ製拳銃である。

## 概要
リベレーターは、Defense Distributedが2013年5月5日に発表した3Dプリンタ製拳銃である。
発表当時から既に3Dプリンタによる銃器の構成部品の製造は可能であったが、この銃は撃針を除く全ての部品を通常の3Dプリンタ用プラスチックインクによって製造することが可能となっている。
9つの部品で構成されており、.380ACP弾を使用することができる。リボルバー式拳銃のシリンダーに似た形状の部品を持っているが、これは破裂を防ぐために肉厚となっている薬室兼銃身であり、装弾数は1発である。
ライフリングは無く連射も不可能であるため、標的はごく至近距離に限られる。またプリンタのフィラメント（3Dプリンターで使用する熱可塑性樹脂糸）の強度に依存し、場合によっては暴発の危険もあるため、定義上はジップ・ガンに近い。ただしジップ・ガンであるから合法という訳ではなく、多くの国で通常の銃と同様に違法とされている。

## 諸問題
本銃の登場は、3Dプリンタを所有する世界中の誰もが撃針用の釘と.380ACP弾を用意するだけで拳銃を所持できてしまう点で問題であった。Defense Distributedによる銃の発表を受け、アメリカ合衆国国務省は2013年5月8日に、貿易取引管理局によるコンプライアンスに基づき、オンライン設計図を一般からのアクセス不可とするよう通達。ITAR (International Traffic in Arms Regulations : 国際武器取引規制) に抵触する可能性について再調査を行いたいとした。
これを受け、一時期はウェブページより図面をダウンロードすることはできなくなっていたが、数ヶ月後に同団体の新ウェブサイトより図面の配布が再開された。また、ダークウェブを経由した第三者による再配布も行われた。

## 登場作品
『東方深秘録』
宇佐見菫子のスペルカードとして「3Dプリンターガン」の名称で登場。
『東方憑依華』
同上。